# Century (書体)
Century（センチュリー）は、特に本文で使われることを目的としたセリフ体の欧文書体ファミリーである。
この書体ファミリーの起源となる最初のデザイン「Century Roman」はアメリカン・タイプ・ファウンダーズ社（以下、ATF）のデザイナーであるリン・ボイド・ベントンが1894年に制作したもので、印刷監督セオドア・ロウ・デ・ヴィネが雑誌『 ザ・センチュリー・マガジン』で使用するためのものだった。ATFは、最初はリン・ボイド、次に後を継いだ息子モリス・フラー・ベントンの手によってこの書体を非常に大規模なファミリーに発展させた。

## 概要
Centuryは、アメリカ合衆国で19世紀初頭からよく使われていた英国起源の書体様式スコッチ・ローマンに基づいており、19世紀の間ずっと人気のあったディドーン様式の書体の一部だった。そのデザインは鮮明さと優雅さを強調し、細いテーパーで終わるストローク、ケルン（ボール・ターミナル）、きめ細かく尖ったセリフを備えている。しかしながら、このジャンルで以前からあった多くの書体に比べて、ストロークのコントラストはかなり低く、シャープさを抑えて読みやすい構造である。もはやATFが活動しなくとも、さまざまな特徴と品質を備えた広範なバリエーションおよび復刻版が利用可能となっている。
19世紀生まれの書体にもかかわらず、定期刊行物、教科書、文献でこの書体は使用され続けている。合衆国最高裁判所は、訴状をCenturyファミリーの活字で組むよう要求している。チャールズ・ショウによると「Centuryファミリーの起伏がある簡潔さは、約100年にわたって米国の植字工に愛用され続けている。鋳造活字として始まったCenturyは、ライノタイプ、モノタイプ、ラドロー、写真植字、転写植字（オフセット印刷など）、電算写植、Xeroxのような『トナー方式』に至る一連の技術的変革でも存続している」という。

## 固有の特徴
この書体の特徴は次のとおり。

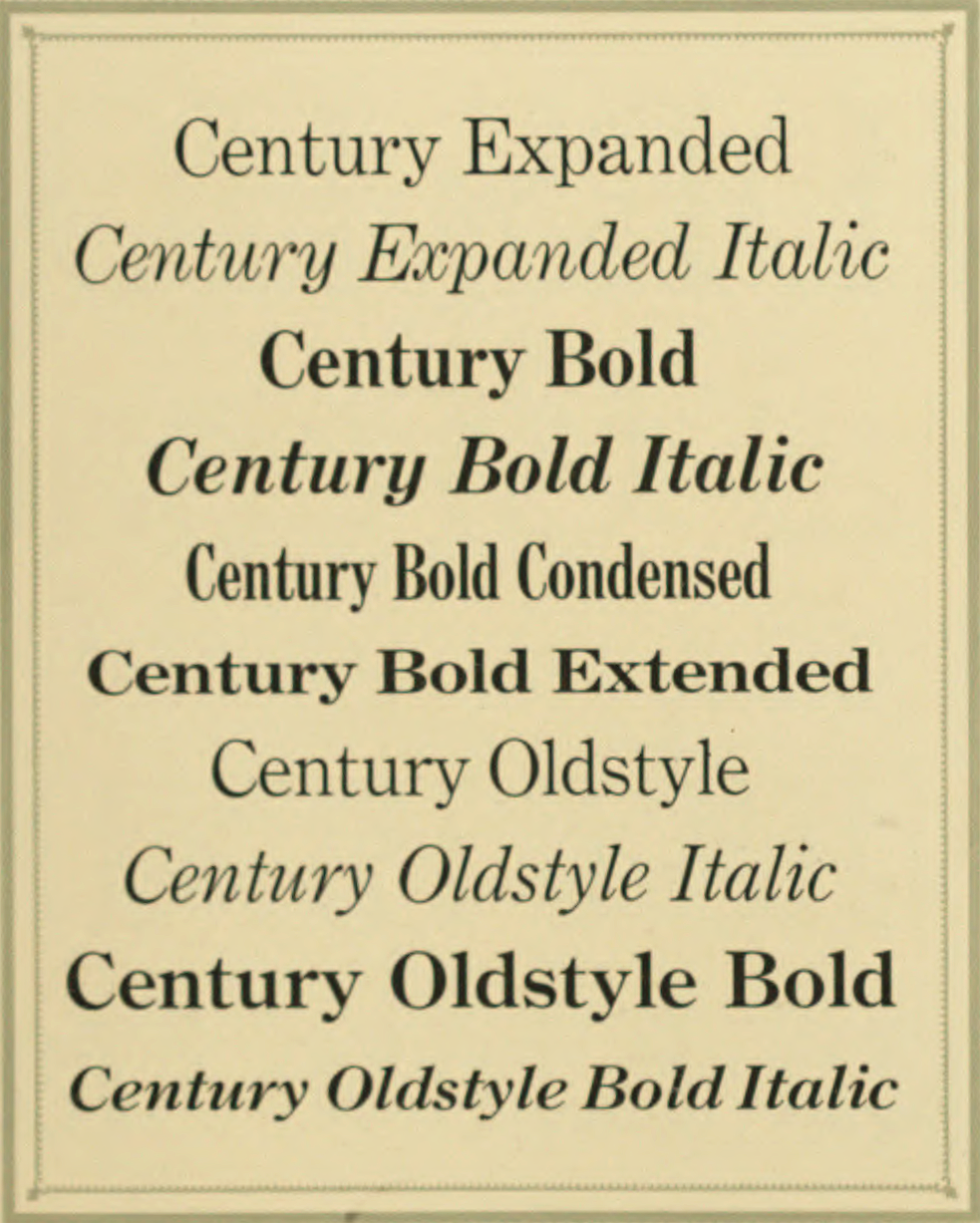
1912年のATF見本帳にある、複数のCentury書体。当時はまだCentury Schoolbookが未発表。

- 小文字：小文字cの上部にあるケルンでの巻き終わり。fのフックや、gの耳や、jの尻尾にあるケルン。
- 大文字：大文字Rのカールした尻尾、Qの跳ねてカールした尻尾、Cの顕著なトップスパー[注釈 5]。
- 数字：3の両尻尾にあるケルンでの巻き終わり、そして2,5,6,9の片側の尻尾も同様。

## バリエーション

### Century Roman
「ザ・センチュリー・マガジン」出版元のセオドア・ロウ・デ・ヴィネは、雑誌で読みやすいフォントを求めていた。彼は、アメリカ活字鋳造社を新たに設立した友人のL・B・ベントンに、そうした書体を考案してくれるよう依頼した。主にジャンバティスタ・ボドニの影響により、19世紀全般で一般的な印刷フォントは細身になっていたため、ページ上で弱い印象を与えていた。デ・ヴィネと芸術愛好家のウィリアム・モリスは印刷フォントがひ弱になっていく事を批判し、より黒い書体への転換を訴えた。L・B・ベントンが生みだした書体「Century Roman」は、大半の書体よりもエックスハイトが大きく、一般的なものよりも厚みのあるヘアラインだったが、デ・ヴィネはこれがより読みやすいと確信して、コンデンスド書体のままにした。これは鋳造活字でのみ作られ、後に付随する通常幅の書体がL・B・ベントンによって製作された。「Century Broad Face」や「Century No. 2」などさまざまに呼ばれている。Centuryファミリーの起源となっている書体にもかかわらず、より普通の比率である後年の書体ファミリーに比べて人気は芳しくない。

### Century
L・B・ベントンの息子であるモリス・フラー・ベントンは、1892年に23の鋳造所をATFに併合すると、これら製造業者の書体を取捨選択して統合する任務を請け負った。これに続き、彼は当時の国際活版印刷労働組合 （ITU）の基準を満たすよう「Century No. 2」を適合させる任務を与えられた。スミソニアン協会の記録では、M・F・ベントンは父親の書体を再設計しただけでなく、ATFが最近買収したブルース活字鋳造所 の「#16 ローマン」 も参考にしたことが示されている（そして恐らく偶然ではないだろうが、デ・ヴィネによって印刷された1877年のブルース鋳造所のカタログにそれが紹介されていた）。その結果生まれた「Century Expanded（センチュリー・エクスパンデッド）」は、大成功を収めた。1912年までにATFのカタログはもはや元祖のCentury Romanを提供しなくなり、Centuryファミリーの他のサンプルを64ページ表示した。
この活字導入が成功した後、M・F・ベントンは最初に計画された書体ファミリー(type family)の作成に着手しており、この書体ファミリーという概念はおそらくベントン単独の最大の功績である。この書体は10年間にわたって発行されたが、その全てがベントンによりデザインされたもので、ATFによって発行された。
- Century Expanded（センチュリー・エクスパンデッド、1900年）
- Century Italic + Century Bold（センチュリー・イタリック+センチュリー・ボールド、1905年）
- Century Bold Condensed（センチュリー・ボールド・コンデンスド、1909年）
- Century Bold Extended（センチュリー・ボールド・エクステンデッド、1910年）

#### 溶銑組版
Centuryは非常に人気があり、ライノタイプ社、Intertype社、Monotype社を含め機械的な組版機の全メーカーによってライセンス取得またはコピーされることとなった。Barnhart Brothers & Spindler社は自分たちのバージョンを「Century Roman」と呼び、Ludlow社は1953年のバージョンを「Century Modern（センチュリー・モダン）」と呼んだ。いくつかの亜種が追加された。
- Century Bold Extended（センチュリー・ボールド・コンデンスド・イタリック、1938年、Monotype社、Sol Hess）
- Century Extra Bold Extended（センチュリー・エクストラ・ボールド・エクステンデッド、ライノタイプ社）、新聞や雑誌の見出しに使用するために設計された。

#### 写植
Centuryの人気と有用性は、写真植字の時代もずっと続いており、主要な全ての製造業者が次の名前で写真植字に利用できるようにした。
- Century Expanded（センチュリー・エクスパンデッド） - Autologic、Berthold、Dymo、Harris、Mergenthaler、Monotype、en:Varityper
- Century X（センチュリーX） - Alphatype
- Century Light（センチュリー・ライト） - Compugraphic
- Censtar Expanded（センスター・エクスパンデッド）- Star/Photon
- Cambridge Expanded（ケンブリッジ・エクスパンデッド） - Graphic Systems Inc.
- Digi-Antiqua（デジ＝アンティカ） - Hell AG
- ITC Century - ITC: これはエックスハイト（小文字の高さ）を増やしたもので、あまり忠実ではないバージョンだが、非常に人気があり、デジタル化されている。

Century書体はまた、IBMセレクトリック・タイプライターでも使用できた。

#### デジタルの変種
「ベントン・モダン・テキスト (Benton Modern Text)」というデジタル版は、最初にフォント・ビュロー社によってボストン・グローブ紙とDetroit Free Press紙のために作成された。トビアス・フレア＝ジョーンズによって設計されたもので、Century Expandedに基づいているが、イタリック体とボールド体はCentury Schoolbookに基づいており、こちらはリチャード・リプトンとクリスチャン・シュワルツによって設計されたものである。ベントン・モダンは、一般的なテキストと大きなテキストサイズ表示の二つの光学サイズでリリースされた。フォント・ビュロー社は既に別事業として、特に新聞の見出しを意図するCentury Bold Condensedそれ自体をデジタル化していた。

### Century Oldstyle
Century Oldstyle（センチュリー・オールドスタイル）は、ブラケットセリフのある重い（太い）書体に流行が戻ってきた時にリリースされた。全てがベントンによって設計されてATFにより発行されたこの書体は、6年間にわたって発行された。センチュリー・オールドスタイルは、ベントン父子が45年後にPhemister’s Miller＆Richard Old Style for ATF（ブックマン・オールドスタイルとしても知られる）を改造したもので、マーケティング目的でCenturyの名を冠したものであった。名前とは違って、純粋なオールドスタイルのセリフフォント（1750年以前頃に使用された鋳造活字の書体）ではないが、カールした大文字Qのような現代的特徴をよりたくさん持っている。
- Century Oldstyle + italic + bold（センチュリー・オールドスタイル+ イタリック + ボールド、1909年）
- Century Oldstyle Bold Italic（センチュリー・オールドスタイル・ボールド・イタリック、1910年）
- Century Oldstyle Bold Condensed（センチュリー・オールドスタイル・ボールド・コンデンスド、1915年）

#### 溶銑組版
「Century Oldstyle」は前作ほどの人気はなかったが、ローマンとイタリックはライノタイプ社、Intertype社、Monotype社によってコピーされた

#### 写植
オールドスタイル書体は写植時代において人気を集めたため、「Century Oldstyle」は溶銑組版時代よりも広くコピーされた。以下の名前でコピーが作られた
- Century Oldstyle（センチュリー・オールドスタイル） - Alphatype、Berthold、Harris、Mergenthaler
- Cambridge Oldstyle（ケンブリッジ・オールドスタイル） - Graphic Systems Inc.

### Century Catalogue
「Century Catalogue（ATF見本帳での綴り、センチュリー・カタログ）」 はCentury Expandedよりもエックスハイトが低くなっているが、長いアセンダーにもかかわらず、同じ一般的デザインを踏襲している。Century Catalogue Italicは、基本的にバスカヴィル・イタリックの再加工であり、A、V、Wだけが異なる。どちらも1917年にM・F・ベントンとATFからリリースされた。知られる限り「Century Catalogue」は、他の鋳造社や組版機械にも、写植にもコピーされなかった。デジタル版では存在する可能性がある。

### Century Schoolbook
Century Schoolbook（センチュリー・スクールブック）は、1919年にM・F・ベントンによって設計されたトランジショナル・セリフの書体である。教科書向けの特に読みやすい書体を求めていた教科書出版社ジン＆カンパニーの要請があったATFのために設計された。Century Schoolbookには、ディドーン様式に似た要素がある。Century Schoolbookは、かつてのCentury Romanをベースにしている。
「Century Schoolbook」は、北米地域で大勢の人が最初に読み方を学んだ書体としてなじみがある。M・F・ベントンは、クラーク大学で行われた研究を利用して、若い読者がコントラストのある太さで文字の形状をより素早く特定することを示したが、軽めなストロークでの存在を維持した。同研究では、より小さなサイズで活字を認識するために、カウンターフォーム（黒い文字のまわりにある白いスペース）を維持することの重要性も示された。Century Schoolbookをデザインする際、M・F・ベントンはエックスハイト、ストローク幅、全体の文字間隔を増やした。この書体は5年間にわたって発行され、その全てがベントンによって設計され、ATFにより発行された。
- Century Schoolbook (1918)
- Century Schoolbook Italic (1921)
- Century Schoolbook Bold (1923)

Centuryファミリーの最後の書体は「スクールブック・オールドスタイル」と呼ばれる旧式のバージョンで、1920年に始まって1926年にリリースされ、1928年にイタリック体が続いた。これは姉妹書体の人気にも全く届かず、組版機械にも全く採用されなかった（当然ながら写植やデジタルにもない）。最終的にはお蔵入りとなった。

#### 溶銑組版
ATFとM・F・ベントンにとって非常に人気の高い書体「Century Schoolbook」は、ライノタイプ社、Intertype社、Monotype社、Ludlow社を含む機械的な組版機の全ての製造業者によってライセンスまたはコピーされた。変種のひとつ、Century Schoolbookのボールドイタリック体までもIntertype社によって追加された。ライノタイプ社は、教科書市場向けのCentury Schoolbookと直接競争することを意図した書体「Primer」 を設計するようルドルフ・ルツィカに依頼した。

#### 写植
Century Schoolbookの人気は、写植時代のCenturyの人気を上回っていて、以下の名前で提供された。
- Century Schoolbook - Autologic、Berthold、Dymo、Harris、Mergenthaler、Monotype、MGD Graphic Systems
- Century Text（センチュリー・テキスト） - Alphatype
- Century Textbook（センチュリー・テキストブック） - Compugraphic
- Censtar School（センスター・スクール） - Star/Photon
- Cambridge Schoolbook（ケンブリッジ・スクールブック） - Graphic Systems Inc.
- Schoolbook（スクールブック）- Varityper

#### デジタルコピー
最も一般的なデジタルバージョンは、多くのマイクロソフト製品に付属のMonotype社のものである。URW++社, DTP Types社, Elsner+Flake社,ビットストリーム (企業) ほかによる「ニュー・Century Schoolbook」というバージョンもある。
URW++社によってデジタル化された非常に限定されたセットは、オープンソースソフトウェアとしてGhostscript プロジェクトの一部として、PostScript Type 1のフォーマットでリリースされている。TeX Gyre Scholaは、ポーランドのグループによるURWリリースの適応版である。キリル文字版や小文字を含め、おそらくCenturyファミリーの最も完全なオープンソースのデジタル化である。
紛らわしいことに、マイクロソフト製品で提供されているMonotypeバージョンは、恐らくファイル名を短くする必要があった時期との下位互換性による理由から、単に「Century」と呼ばれている。現代のマイクロソフト製品には、この「Century」（ローマン体のみだがキリル文字を含む）と「Century Schoolbook」という同じデザインが含まれている。後者はボールド体やイタリック体のファミリー全体を含む。

#### デジタル変種
「Grad」は元のATF Century Schoolbookをベースにしたフィル・マーティンによる変種（マーク・シモンソンによってデジタル化された）である。テキスト数字とスモールキャピタルがある広範なデジタル化で、非対称セリフなどの珍しい特徴も追加している。

#### Century Schoolbook Infant
Century Schoolbook Infantは子供が読み方を学ぶのを手助けするために使用される書体の単一バージョンである。非常に稀だが、エリック・ヒルの絵本『Spot』で見られる。

#### キリル文字版
Century Schoolbookの書体はまた、ソビエトのタイポグラフィーにも改作された。「Pioner（ロシア語で、開拓者）」と名付けられた最初のキリル文字版は1939年に設計され、後の1961年には2回目の改作が科学研究所 (NII) のPoligrafmashで行われた。後者のバージョンは「Школьная（ロシア語で、学校の）」と命名され、以後はそれが標準となり、ソ連および後のロシアの子供向け出版物や学校の教科書に最も広く使われている書体である。

### Century Nova
Century Nova + Italic（センチュリー・ノヴァ+イタリック、1964年）は、活版（ホットタイプ）とオフセット（コールドタイプ）再生産の両方に等しく適合しなければならない、というATFからの規定に合わせてチャールズ・E・ヒューズによって設計された。細い線が多くて、小文字ではエックスハイトがより大きく、そして（おそらく皮肉なことに）元祖Century Romanの狭い文字幅の性質に戻っている。これはATFによって製作された最後から2番目の書体だった。Scangraphic社がデジタル版をリリースしている。

## 関連のデジタル復刻版
ニック・シンのスコッチ・モダン復刻版は、Centuryに触発されたスコッチ・モダン書体の光学サイズ三つのデジタル版である。批評家のマーク・シモンソンに「恐ろしい完成度」と評され、Centuryのデザインよりもコントラストの度合いが強く、よりシャープなディドーンのセリフを有し、スモールキャピタルと適応範囲のある数字デザインが特徴である。シンはこの復刻を、1873年のニューヨーク州の野生動物に関する本で使用されたものに基づいて行なった。
アレクセイ・クリューコフのオールド・スタンダードWebフォントは、20世紀初頭にヨーロッパで使用された類似の書体に基づいている。古典研究で使用するための、キリル文字と複数アクセント記号の複式ギリシャ文字記号が含まれている。

アレクセイ・クリューコフによる、Century Schoolbook（monotype社のデジタル版）とOld Standard（特に19世紀ロシアの印刷物に基づいたもの）との比較。両方とも基本の文字構造は同じだが、Old Standardはよりきめ細かいヘアラインとセリフがあり、特にイタリック体で顕著である。

マシュー・カーターのMillerは、Centuryの遠い祖先、19世紀初頭におけるスコッチローマンの復刻版である。非常に控えめなストロークのコントラスト度合いが特徴となっている。新聞でよく使われる非常に大きなファミリーで、五つの光学サイズがあり、スモールキャピタルや代用数字のデザインといった多くの専門的機能もある。Hoefler & Frere-Jones社によるクロニクル・テキスト＆ディスプレイ(Chronicle Text and Display)は、また別の新聞や専門家の使用を意図された光学サイズの、スコッチローマンに触発された大きなファミリーである。
Eames Century Modern（イームズ・センチュリー・モダン）は、家具デザイナーのチャールズ＆レイ・イームズによるファミリーの使用に触発されたデジタル版である。コメディ・セントラルなどで使われている。
ビットストリーム (企業) から出ているCentury 751は、実際にはルドルフ・ルツィカの書体Primerのデジタル復刻版である。